# Гай Геренний Капелла
Гай Геренний Капелла (лат. Gaius Gerennius Capella) — римский политический деятель первой половины II века.
О происхождении Капеллы нет никаких сведений. С ноября по декабрь 119 года он занимал должность консула-суффекта вместе с Луцием Целием Руфом. Об этом известно только лишь из записей жреческой коллегии арвальских братьев от 23 декабря 119 года в Риме. О дальнейшей карьере Руфа ничего точного сказать нельзя.